# Nupserha puncticollis
Nupserha puncticollis là một loài bọ cánh cứng trong họ Cerambycidae.